# Carl Kronacher
Carl Kronacher, auch Karl Kronacher, (* 8. März 1871 in Landshut; † 9. April 1938 in München) war ein deutscher Tierzucht- und Vererbungsforscher. Er begründete (neben Leopold Adametz) die moderne Tierzuchtlehre.

## Familie
Carl Kronacher stammte aus einer Bauernfamilie. Sein Vater Johann Georg war städtischer Angestellter in Landshut, seine Mutter Maria Mathilda eine Tochter des Bildhauers Jacob Ungerer.

## Leben und Wirken
Nach dem Abitur am Humanistischen Gymnasium in Landshut studierte er von 1889 bis 1894 Veterinärmedizin an der Tierarzneischule in Dresden und an der Königlichen Ludwig-Maximilians-Universität in München. 1894 wurde er in München als Tierarzt zugelassen und ging dann bis 1898 neben praktischen Tätigkeiten weiteren naturwissenschaftlichen Studien an der Universität Erlangen nach. Ab 1898 war er Beamter als Bezirkstierarzt und Schlachthofdirektor in Landsberg am Lech sowie von 1899 bis 1907 als Tierzuchtinspektor in Bamberg. 1903 promovierte er mit Beiträge zur Kenntnis der Rhönziege in Bern zum Dr. med. vet.
An der Königlich Bayerischen Akademie für Landwirtschaft in Weihenstephan war er ab 1907 Leiter der Tierzuchtabteilung und später Professor für Tierzucht. In dieser Zeit entstanden seine Werke Die Entwicklung der bayrischen Rinderzucht (1911) und Grundzüge der Züchtungsbiologie (1912). Seine wichtige Mitarbeit bei der Deutschen Landwirtschafts-Gesellschaft und bei der Deutschen Gesellschaft für Züchtungskunde begann zu dieser Zeit ebenfalls.
Im Ersten Weltkrieg war er von 1914 bis 1916 als Stabsveterinär verpflichtet. Sein Militärdienst endete im Oktober 1916 mit der Berufung zum ordentlichen Professor für Tierzucht und Vererbungslehre und Direktor des Tierzucht- und Vererbungswissenschaftlichen Institutes an der Tierärztlichen Hochschule in Hannover. Im Jahr 1929 wechselte er als ordentlicher Professor und Direktor an das Institut für Tierzucht und Haustiergenetik an der Landwirtschaftlichen Hochschule Berlin. 1936 gehörte er gemeinsam mit Oskar Heinroth, Konrad Lorenz und anderen zu den Gründern der Deutschen Gesellschaft für Tierpsychologie. Die gleichnamige Zeitschrift erscheint auch heute (Stand 2013) noch. Die letzten zwei Jahre vor seiner Emeritierung wirkte er an der Landwirtschaftlich-Tierärztlichen Fakultät der Friedrich-Wilhelms-Universität Berlin, da die bisherige Landwirtschaftliche Hochschule 1934 voll eingegliedert worden war. Bis zu seinem Lebensende lebte er danach in München.

## Auszeichnungen und Mitgliedschaften
- 1922: Ehrendoktor der Landwirtschaftlichen Hochschule Hohenheim
- 1923: Ehrendoktor der Tierärztlichen Hochschule Dresden
- 1924: Ehrendoktor der Hochschule für Bodenkultur Wien
- 1932: Mitglied der Leopoldina
- 1936: Goldene Hermann-von-Nathusius-Medaille der DGfZ
- Mitglied der Akademie der Universität Lund (Schweden)
- Ehrenbürger der Tierärztlichen Hochschule Hannover

## Werke
- Beiträge zur Kenntnis der Rhönziege. Dissertation an der Veterinärmedizinischen Fakultät der Universität Bern, 1902, Bamberg: Nagengast, 1903.
- Der Wiederaufbau der deutschen Pferdezucht nach dem Kriege. Berlin: Parey, 1917.
- Die deutsche Schweine-Zucht und -Haltung nach dem Kriege. Berlin: Deutsche Gesellschaft für Züchtungskunde, 1918.
- Neuzeitliche Vererbungslehre und Tierzucht. Freising: Datterer, 1924.
- Der heutige Stand der Inzuchtfrage. Berlin: P. Parey, 1924.
- Züchtungslehre : Eine Einführung für Züchter und Studierende. Berlin: P. Parey, 1929.
- Das Institut für Tierzucht und Vererbungsforschung der Tierärztlichen Hochschule Hannover. Berlin: P. Parey, 1929.
- Technik der Haar- und Wolluntersuchung. Mit Georg Lodemann. Berlin, Wien: Urban & Schwarzenberg, 1930.
- Biometrik : Eine Einführung. Unter Mitarbeit von Carl Freiherr von Patow. Parey, 1. Aufl. in der Allgemeinen Tierzucht Bd. 2, Berlin 1924; 2. völlig neubearb. Aufl., 1930.
- Zwillingsforschung beim Rind. Parey, Berlin 1932, in: Zeitschrift für Züchtung, Reihe B, Bd. 25, H. 3;
- Neue Ergebnisse der Zwillingsforschung beim Rind. Unter Mitarbeit von D. Sanders, Berlin :Parey, 1936, in: Zeitschrift für Züchtung, Reihe B, Bd. 34, H. 1, 2;
- Genetik und Tierzüchtung. Berlin :Borntraeger, 1934.
- Allgemeine Tierzucht : Ein Lehr- und Handbuch für Studierende und Züchter. Berlin :Parey.
  - Abt. 1. Bedeutung der Tierzucht und Aufgaben der allgemeinen Tierzuchtlehre, 1916, 3. völlig neu bearbeitete Aufl., 1928.
  - Abt. 2. Fortpflanzung, 1916, 2. Aufl. 1920, 3. neubearbeitete Aufl. 1924.
  - Abt. 3. Der Artbegriff und die Wege der Artbildung, 1917, 2. neubearbeitete Aufl., 1922.
  - Abt. 4. Die Züchtung. 1919, 3 2. Aufl. 1921, 3. neubearbeitete Aufl., 1929.
  - Abt. 5. Aufzucht – Ernährung – Haltung – Pflege – Nutzung. 1920, 2. neubearbeitete Auflage, 1922.
  - Abt. 6. Öffentliche und genossenschaftliche Maßnahmen zur Förderung der Tierzucht. 1920, 2. neubearbeitete Aufl.